# Omer Šipraga
Omer Šipraga, plus connu sous le nom de chef (patron, maître) dans sa patrie (Šiprage, 7 janvier 1926 - Siprage, 7 avril 2012), a été, aux côtés de son frère Mustafa, l'un des premiers partisans locaux de la Seconde Guerre mondiale. Mustafa a été tué lors des combats pour Kotor-Varoš en 1943 (il a obtenu, à titre posthume, une médial de Mémoriaux 1941.)

## Biographie
Omer Sipraga est né dans la famille de bey Mujo Šipraga, un descendant direct de l'un des fondateurs du village local, aujourd'hui la communauté Šiprage.
Élevé dans un environnement libertaire, malgré ses origines plutôt aristocratiques, déjà à son jeune âge il a montré une résistance à la violence de la gendarmerie dans le royaume de Yougoslavie. Il s’est aussi opposé à l’attachement de la Bosnie-Herzégovine au soi-disant État indépendant de Croatie.
Immédiatement après la formation de la première unité locale des partisanes appelée « Troupe de Djevojacka ravan » et connue sous le nom de troupe Imljani i trupe Šiprage, bien et qu'encore mineur, il rejoint ses rangs et manifeste un courage remarquable. Cela le conduit vers la voie idéologiques et adhésion à SKOJ (Savez Komunističke Omladine Jugoslavije = Union de la jeunesse communiste yougoslave).
Il a d'abord suivi un cours pour jeunes candidats, et dès 1942, il sera même élu secrétaire de l'Organisation SKOJ pour la municipalité Siprage. Il est possible qu’il était le plus jeune (16 ans) ou parmi les plus jeunes secrétaires de SKOJ en Yougoslavie de cette époque.

« Le travail d’Omer Sipraga a également provoqué une réponse massive des jeunes pour adhérer dans les rangs de brigades prolétariennes et de nouvelles troupes partisanes. Alors, c'est ainsi que les travaux des actifs de SKOJ et de NOSOBiH (Mouvement des jeunes de libération nationale de Bosnie-Herzégovine) ont été renouvelés. Des actifs de SKOJ ont été élargis et massifié.
À Šiprage, le secrétaire était Omer Šipraga, à Skender Vakuf Jovanka Crnomarkovic et à Maslovare Nevenka Petrić. Dans Kotor-Varoš libéré il a été créé l’actif de SKOJ dont le secrétaire était Advan Hozic et les membres Arfan Hozic, Mustafa Karaselimovic, Teufik Koric-Tufko, Drago Luburic et Vlasta Tvrz. »

On ne sait pas si les ancêtres d'une autre branche de la famille Šipraga étaient, volontairement ou de force, déplacé vers le village de Delići. Cependant, on sait qu’ils se sont, après la guerre en Bosnie, installés dans le nouveau village Vitovlje.